# Mercedes Bengoechea
Mercedes Bengoechea Bartolomé (* 20. prosinec 1952, Madrid) je španělská jazykovědkyně.

## Životopis
Po ukončení studia moderní filologie v roce 1978, získala roku 1991 doktorát v oblasti anglické filologie. K roku 2016 zastávala pozici profesorky sociolingvistiky na Universidad de Alcalá de Henares.
V oblasti jejího zájmu leží sociolingvistika, feminismus, stylistická analýza literárního textu, jazyk politiky a ideologie aj.